# David M. Spooner
Pour les articles homonymes, voir Spooner.
David Michael Spooner, né le 1er novembre 1949 et mort le 7 juin 2022, est un botaniste et taxonomiste américain, professeur à l'université du Wisconsin.

## Activités
Il a consacré ses recherches aux limites et aux relations phylogénétiques entre les espèces  sauvages et cultivées de pommes de terre (section Petota du genre Solanum) et de  tomates (section Lycopersicon du genre Solanum).
Il utilise pour cela des données provenant de la morphologie comparée, des analyses de marqueurs moléculaires (AFLP et RFLP) et de séquences d'ADN, tant de gènes nucléaires que chloroplastiques. Il a réalisé des expéditions de collecte aux États-Unis, au Mexique, en Amérique centrale et en Amérique du Sud. Il est en outre chargé de l'administration de l'herbier de la collection de pommes de terre de Sturgeon Bay (Wisconsin). Il a suivi des études à l'université de Miami de 1967 à 1971, puis obtenu une maîtrise de botanique à l'université de l'Ohio, sous la direction de R.M. Lloyd et enfin un doctorat dans la même université en 1987 sous la tutelle du professeur T.F. Stuessy.

## Liste de publications
- Spooner, D.M. 1982, Wetlands in Teays-age valleys in extreme southeastern Ohio: Formation and flora. pp. 89–99 In: B. McDonald (ed.). Proceedings of symposium on wetlands of the unglaciated Appalachian region, Morgantown, West Virginia, May 26-28, 1982.
- Spooner, D.M. 1983, The northern range of Phoradendron serotinum (Viscaceae), and its status in Ohio. Bull. Torrey Bot. Club. 110:489-493.

- Spooner, D.M. and J.S. Shelly. 1983, The national historical distribution of Plananthera peramoena (A. Gray) A. Gray (Orchidaceae) and its status in Ohio. Rhodora 84:55-64.

- Spooner, D.M., A.W. Cusick, B. Andreas, and D.M. Anderson. 1983. Notes on Ohio vascular plants previously considered for listing as federally endangered or threatened species. Castanea 48:250-258.

- Spooner, D.M. 1984. Abstracted descriptions written for 50 Ohio endangered or threatened species (intercalated in a book with other abstracted descriptions from other authors). In: R.M. McCance and J.F. Burns (eds.). Ohio Endangered and Threatened Vascular Plants. Ohio Department of Natural Resources, Columbus.

- Spooner, D.M. 1984. Infraspecific variation in Gratiola viscidula Pennell (Scrophulariaceae). Rhodora 86:79-87.

- Spooner, D.M. 1984. Reproductive features of Dentaria laciniata and D. diphylla (Cruciferae), and the implications in the taxonomy of the eastern North American Dentaria complex. Amer. J. Bot. 71:999-1005.

- Spooner, D.M., A.W. Cusick, G.F. Hall, and J.M. Baskin. 1985. Observations on the distribution and ecology of Sida hermaphrodita (L.) Rusby (Malvaceae). Sida 11:215-225.

- Stuessy, T.F., D.M. Spooner, and K.A. Evans. 1986. Adaptive significance of ray corollas in Helianthus grosseserratus (Compositae). Amer. Midl. Naturalist 115:191-197.

- Spooner, D.M. and T.F. Stuessy. 1987. Chromosome numbers of the flora from the Juan Fernandez Islands. II. Rhodora 89:351-356.

- Schilling, E.E. and D.M. Spooner. 1988. Floral flavonoids and the systematics of Simsia (Asteraceae:Heliantheae). Syst. Bot. 13:572-575.

- Stuessy, T.F. and D.M. Spooner. 1988. The adaptive and phylogenetic significance of receptacular bracts in the Compositae. Taxon 37:114-126.

- Baskin, J.M., C.C. Baskin, and D.M. Spooner. 1989. Role of temperature, light, and date seeds were exhumed from soil on germination of four wetland perennials. Aquatic Bot. 35:387-394.

- Spooner, D.M. 1990. Systematics of Simsia (Compositae-Heliantheae). Syst. Bot. Monogr. 30:1-90.

- Spooner, D.M. and J.B. Bamberg. 1991. The Inter-Regional Potato Introduction Project (IR-l), U.S. center for potato germplasm. Diversity 7(4):32-35.

- Spooner, D.M., A. Contreras-M., and J.B. Bamberg. 1991. Potato germplasm collecting expedition to Chile, 1989, and utility of the Chilean species. Amer. Potato J. 68:681-690.

- Spooner, D.M., D.P. Stimart, and T.H. Boyle. 1991. Zinnia marylandica (Asteraceae: Heliantheae), a new disease-resistant ornamental hybrid. Brittonia 43:7-10.

- Spooner, D.M., J. Bamberg, J.P. Hjerting, and J. Gómez. 1991. Mexico, 1988 potato germplasm collecting expedition and utility of the Mexican potato species. Amer. Potato J. 68:29-43.

- Spooner, D.M., K.J. Sytsma, and E. Conti. 1991. Chloroplast DNA evidence for genome differentiation in wild potatoes (Solanum sect. Petota: Solanaceae). Amer. J. Bot. 78:1354-1366.

- Spooner, D.M., K.J. Sytsma, and J.F. Smith. 1991. A molecular reexamination of diploid hybrid speciation of Solanum raphanifolium. Evolution 45:757-764.

- Spooner, D.M. 1992. Recollection of plant genetic resources In: Proceedings of a course on international plant genetic resources, Universidad Nacional de Colombia, Facultad de Ciencias Agropecuarias Palmira, Palmira, Colombia.

- Spooner, D.M. and K.J. Sytsma. 1992. Reexamination of series relationships of Mexican and Central American wild potatoes (Solanum sect. Petota): evidence from chloroplast DNA restriction site variation. Syst. Bot. 17:432-448.

- Spooner, D.M. and R.G. van den Berg. 1992. An analysis of recent taxonomic concepts in wild potatoes (Solanum sect. Petota). Gen. Res. Crop Evol. 39:23-37.

- Spooner, D.M. and R.G. van den Berg. 1992. Species limits and hypotheses of hybridization of Solanum berthaultii Hawkes and S. tarijense Hawkes: morphological data. Taxon 41:685-700.

- Spooner, D.M., D. Douches, and A. Contreras. 1992. Allozyme variation within Solanum sect. Petota, ser. Etuberosa (Solanaceae). Amer. J. Bot. 79:467-471.

- Spooner, D.M., R. Castillo-T., and L. López-J. 1992. Ecuador, 1991 potato germplasm collecting expedition: taxonomy and new germplasm resources. Euphytica 60:159-169.

- Van den Berg, R.G. and D.M. Spooner. 1992. A reexamination of infraspecific taxa of a wild potato, Solanum microdontum Bitter (Solanum sect. Petota: Solanaceae). Pl. Syst. Evol. 182:239-252.

- Hosaka, K. and D.M. Spooner. 1992. RFLP analysis of the wild potato species, Solanum acaule Bitter (Solanum sect. Petota). Theor. Appl. Genet. 84:851-858.

- Spooner, D.M. and A.M. Clausen. 1993. Wild potato (Solanum sect. Petota) germplasm collecting expedition to Argentina in 1990, and status of Argentinian potato germplasm resources. Potato Res. 36:3-12.

- Spooner, D.M., G.J. Anderson, and R.K. Jansen. 1993. Chloroplast DNA evidence for the interrelationships of tomatoes, potatoes, and pepinos (Solanaceae). Amer. J. Bot. 80:676-688.

- Spooner, D.M., R. Castillo-T., and L.E. López-J. 1993. Synonymy within wild potatoes (Solanum sect. Petota: Solanaceae): the case of Solanum andreanum. Syst. Bot. 18:209-217.

- Spooner, D.M., R.G. van den Berg, W. García, and M.L. Ugarte. 1994. Bolivia potato collecting expeditions 1993, 1994: taxonomy and new germplasm resources. Euphytica 79:137-148.

- Spooner, D.M. and J.B. Bamberg. 1994. Potato genetic resources: sources of resistance and systematics. Amer. Potato J. 71:325-337.

- Bamberg, J.B. and D.M. Spooner. 1994. The United States Potato Introduction Station herbarium. Taxon 43:489-496.

- Contreras-M., A., L. Ciampi, S. Padulosi, and D.M. Spooner. 1994. Potato germplasm collecting expedition to the Guaitecas and Chonos Archipelagos, Chile, 1990. Potato Res. 36:309-316.

- Giannattasio, R. and D.M. Spooner. 1994. A reexamination of species boundaries between Solanum megistacrolobum and S. toralapanum (Solanum sect. Petota, series Megistacroloba): morphological data. Syst. Bot. 19:89-105.

- Giannattasio, R. and D.M. Spooner. 1994. A reexamination of species boundaries and hypotheses hybridization concerning Solanum megistacrolobum and S. toralapanum (Solanum sect. Petota, series Megistacroloba): molecular data. Syst. Bot. 19:106-115.

- Spooner, D.M., R. Castillo-T., L. López-J., R. Pineda, R. Léon-P., A. Vargas, M.L. García, and J.B. Bamberg. 1995. Colombia and Venezuela 1992 wild potato (Solanum sect. Petota) germplasm collecting expedition: taxonomy and new germplasm resources. Euphytica:81:45-56.

- Rodríguez, A., O. Vargas, E. Villegas, and D.M. Spooner. 1995. Wild potato (Solanum sect. Petota) germplasm collecting expedition to Mexico in 1993, with special reference to Solanum bulbocastanum Dunal and S. cardiophyllum Lindley. Potato Res. 38:47-52.

- Spooner, D.M. 1995. Molecular and morphological discoveries in wild potatoes (Solanum sect. Petota). pp. 111–126 In: C. Perpich (ed.). Proceedings, primera reunion internacional de recursos genéticos de papa, raices y tuberculos andinos, Cochabamba, Bolivia, 1994.

- Spooner, D.M., D.C.D. DeJong, B.-Y. Sun, T.F. Stuessy, K.M. Gengler, G.M. Nesom, and P.E. Berry. 1995. Chromosome counts of Compositae from Ecuador and Venezuela. Ann. Missouri Bot. Gard. 82:596-602.

- Spooner, D.M., J. Tivang, J. Nienhuis, J.T. Miller, D.S. Douches, and A. Contreras-M. 1995. Comparison of four molecular markers in measuring relationships among the wild potato relatives Solanum section Etuberosum (subgenus Potatoe). Theor. Appl. Genet. 92:532-540.

- Spooner, D.M., R.G. van den Berg, and J.B. Bamberg. 1995. Examination of species boundaries of Solanum series Demissa and potentially related species in series Acaulia and series Tuberosa (sect. Petota). Syst. Bot. 20:295-314.

- Bamberg, J.B., M.W. Martin, J.J. Schartner, and D.M. Spooner. 1996. Inventory of tuber-bearing Solanum species: catalog of germplasm Potato Introduction Station, Sturgeon Bay, Wisconsin. 110 pp.

- Douches, D.S., R.W. Chase, J.J. Pavek, A. Pavlista, J.B. Sieczka, R. Davidson, and D.M. Spooner. 1996. Plant variety protection for potato in the U.S. Amer. Potato J. 73:279.

- Jha, P.K., K.K. Shrestha, M.P. Upadhyay, D.P. Stimart, and D.M. Spooner. 1996. Plant genetic resources of Nepal: a guide to plant breeders of agricultural, horticultural and forestry crops. Euphytica 87:189-210.

- Miller, J.T. and D.M. Spooner. 1996. Introgression of Solanum chacoense (Solanum sect. Petota) upland populations reexamined. Syst. Bot. 21:461-475.

- Rodríguez, A. and D.M. Spooner. 1997. Chloroplast DNA analysis of Solanum bulbocastanum and S. cardiophyllum, and evidence for the distinctiveness of S. cardiophyllum subsp. ehrenbergii (sect. Petota). Syst. Bot. 22:31-43.

- Spooner, D.M. and R. Castillo-T. 1997. Reexamination of series relationships of South American wild potatoes (Solanaceae: Solanum sect. Petota): evidence from chloroplast DNA restriction site variation. Amer. J. Bot. 84:671-685.

- Spooner, D.M., M.L. Ugarte, and P.W. Skroch. 1997. Species boundaries and interrelationships of two closely related sympatric diploid wild potato species, Solanum astleyi and S. boliviense based on RAPDs. Theor. Appl. Genet. 95:764-771.

- Castillo, R. and D.M. Spooner. 1997. Phylogenetic relationships of wild potatoes, Solanum series Conicibaccata (sect. Petota). Syst. Bot. 22:45-83.

- Clausen, A.M. and D.M. Spooner. 1998. Molecular support for the hybrid origin of the wild potato species Solanum x rechei (Solanum sect. Petota). Crop Sci. 38:858-865.

- Spooner, D.M. 1998. Germplasm availability, species boundaries, and interrelationships of wild and cultivated potatoes (Solanum sect. Petota). Monogr. Syst. Bot., Missouri Bot. Gard. 68:477-487.

- Spooner, D.M. and J.B. Bamberg. 1998. Potato Herbarium (PTIS). U.S.D.A. Misc. Publ. 1343:53-56.

- Spooner, D.M., R. Hoekstra, R.G. van den Berg, and V. Martínez. 1998. Solanum sect. Petota in Guatemala: taxonomy and genetic resources. Amer. J. Potato Res. 75:3-17.

- Van den Berg, R.G., J.T. Miller, M.L. Ugarte, J.P. Kardolus, J. Villand, J. Nienhuis, and D.M. Spooner. 1998. Collapse of morphological species in the wild potato Solanum brevicaule complex (sect. Petota). Amer. J. Bot. 85:92-109.

- Spooner, D.M. 1999. Plant Genetic Resources for Food and Agriculture in situ and ex situ: where are the genes of importance for food security likely to come from?, Proceedings of an International Workshop, Inter-Dependence and Food Security: Which List of Plant Genetic Resources for Food and Agriculture for the Future Multilateral System?, Ministero Affari Esteri, Instituto Agronomico per L’Oltremare, Florence, Italy, October 1-3, 1998, pp. 133–164.

- Spooner, D.M., A. Salas-L., Z. Huamán, and R.J. Hijmans. 1999. Wild potato collecting expedition in southern Peru (Departments of Apurímac, Arequipa, Cusco, Moquegua, Puno, Tacna) in 1998: taxonomy and new germplasm resources. Amer. J. Potato Res. 76:103-119.

- Contreras-M., A. and D.M. Spooner. 1999. Revision of Solanum section Etuberosum. pp. 227–245 In: M. Nee, D.E. Symon, and J.P. Jessop (eds.). Solanaceae IV: advances in biology and utilization. Royal Botanic Gardens, Kew, U.K.

- Knapp, S. and D.M. Spooner. 1999. A new name for a common Ecuadorian and Peruvian wild tomato species. Novon 9:375-376.

- Miller, J.T. and D.M. Spooner. 1999. Collapse of species boundaries in the wild potato Solanum brevicaule complex (Solanaceae, S. sect. Petota): molecular data. Plant Syst. Evol. 214:103-130.

- Peralta, I.E. and D.M. Spooner. 2000. Classification of wild tomatoes: a review. Kurtziana 28:45-54.

- Spooner, D.M., A. Rivera-Peña, R.G. van den Berg, and K. Schüler. 2000. Potato germplasm collecting expedition to Mexico in 1997: taxonomy and new germplasm resources. Amer. J. Potato Res.77:261-270.

- Sala, A.R., D.M. Spooner, Z. Huamán, R.V. Torres-Maita, R. Hoekstra, K. Schüler, and R.J. Hijmans. 2001. Taxonomy and new collections of wild potato species in central and southern Peru in 1999. Amer. J. Potato Res. 78:197-207.

- Peralta, I.E. and D.M. Spooner. 2001. GBSSI gene phylogeny of wild tomatoes (Solanum L. section Lycopersicon [Mill.] Wettst. subsection Lycopersicon). Amer. J. Bot. 88:1888-1902.

- Spooner, D.M. 2001. Potato. Encyclopedia of plant sciences, Richard Robinson (ed.), pp. 184–185. Macmillan Reference USA, Gale Group, Farmington Hills, MI.

- Spooner, D.M. 2001. Simsia in "Flora de Nicaragua". Monogr. Syst. Bot. Missouri Bot. Gard. 85:367-369.

- Spooner, D.M. and R.G. van den Berg. 2001. Quantitative assessment of corolla shape variation in Mexican Solanum sect. Petota. pp. 61–71 In: R.G.van den Berg, G. Barendse, G.W. van der Weerden, and C. Mariani (eds.). Solanaceae V: Progress in taxonomy and utilization. Nijmegen Univ. Press, Nijmegen, The Netherlands.

- Spooner, D.M. and R.J. Hijmans. 2001. Potato systematics and germplasm collecting, 1989-2000. Amer. J. Potato Res. 78:237-268; 395.

- Spooner, D.M. and S.I. Lara-Cabrera. 2001. Sistemática molecular y evolución de plantas cultivadas. pp. 57–114 In: H.M. Hernández, A. García-Aldrete, F. Alvarez and M. Ulloa (eds.). Enfoques Contemporáneos para el Estudio de la Biodiversidad. Instituto de Biología, UNAM/ Fondo de Cultura Económica, Mexico.

- Spooner, D.M., R.G. van den Berg, and J.T. Miller. 2001. Species and series boundaries of Solanum series Longipedicellata (Solanaceae) and phenetically similar species in ser. Demissa and ser. Tuberosa: implications for a practical taxonomy of sect. Petota. Amer. J. Bot. 88:113-130.

- Spooner, D.M., R. Hoekstra, and B. Vilchez. 2001. Solanum sect. Petota in Costa Rica: taxonomy and genetic resources. Amer. J. Potato Res. 78:91-98.

- Spooner, D.M., R.G. van den Berg, A. Rivera-Peña, P. Velguth, A. del Rio, and A. Salas. 2001. Taxonomy of Mexican and Central American members of Solanum Series Conicibaccata (sect. Petota) Syst. Bot. 26:743-756.

- Van den Berg, R.G., N. Groendijk-Wilders, M.J. Zevenbergen, and D.M. Spooner. 2001. Molecular systematics of Solanum series Circaeifolia (Solanum section Petota) based on AFLP and RAPD markers. pp. 72–84 In: R.G. van den Berg, G. Barendse, G.W. van der Weerden, and C. Mariani (eds.). Solanaceae V: Progress in taxonomy and utilization. Nijmegen Univ. Press, Nijmegen, The Netherlands.

- Hijmans, R.J. and D.M. Spooner. 2001. Geographic distribution of wild potato species. Amer. J. Bot. 88:2101-2112.

- Raker, C. and D.M. Spooner. 2002. The Chilean tetraploid cultivated potato, Solanum tuberosum, is distinct from the Andean populations; microsatellite data. Crop Sci. 42:1451-1458.

- Knapp, S., L. Bohs, M. Nee, and D.M. Spooner. 2004. Solanaceae – a model for linking genomics with biodiversity. Comp. Funct. Genom. 5:285-291.

- Spooner, D.M. and K.A. Williams. 2004. Germplasm acquisition. Encyclopedia of Plant and Crop Science, Ed.: R.M. Goodman, 537-540. Dekker Agropedia, New York, New York.

- Lara-Cabrera, S. and D.M. Spooner. 2004. Taxonomy of Mexican diploid wild potato (Solanum sect. Petota) species: AFLP data. Pl. Syst. Evol. 248:129-142.

- Lara-Cabrera, S. and D.M. Spooner. 2005. Taxonomy of Mexican diploid wild potatoes: (Solanum sect. Petota) morphological and microsatellite data. Monogr. Syst. Bot., Missouri Bot. Gard. 104:199-205.

- Peralta, I.E. and D.M. Spooner. 2005. Morphological characterization and relationships of wild tomatoes (Solanum L. Section Lycopersicon) Monogr. Syst. Bot., Missouri Bot Gard. 104:227-257.

- Spooner, D.M., I. Peralta, and S. Knapp. 2005. Comparison of AFLPs with other markers for phylogenetic inference in wild tomatoes Solanum L. section Lycopersicon (Mill.) Wettst.]. Taxon 54:43-61.

- Spooner, D.M., J. Nunez, F. Rodriguez, P.S. Naik, M. Ghislain. 2005. Nuclear and chloroplast DNA reassessment of the origin of Indian potato varieties and its implications for the origin of the early European potato. Theor. Appl. Genet. 110:1020-1026.

- Peralta, I., S. Knapp, and D.M. Spooner. 2005. New species of wild tomatoes (Solanum section Lycopersicon: Solanaceae) from northern Peru. Syst. Bot. 30:424-434.

- Spooner, D.M., R.R. van Treuren, and M.C. de Vicente. 2005. Molecular Markers for Germplasm and Genebank Management. Technical Bulletin 10, International Plant Genetic Resources Institute, Rome, Italy. 136 pp.

- Villamon, F.G., D.M. Spooner, M. Orillo, E. Mihovilovich, W. Pérez, and M. Bonierbale. 2005. Late blight resistance linkages in a novel cross of the wild potato species Solanum paucissectum (series Piurana). Theor. Appl. Genet. 111:1201-1214.

- Spooner, D.M., K. McLean, G. Ramsay, R. Waugh, and G.J. Bryan. 2005. A single domestication for potato based on multilocus AFLP genotyping. Proc. Natl. Acad. Sci. USA. 102:14694-14699.

- Spooner, D.M. and W.L.A. Hetterscheid. 2005. Origins, evolution, and group classification of cultivated potatoes. In: Darwin's Harvest: New Approaches to the Origins, Evolution, and Conservation of Crops. T.J. Motley, N. Zerega, and H. Cross (eds). pp. 285–307. Colombia University Press, New York.

- Spooner, D.M. 2006. Simsia Persoon for Flora of North America North of Mexico. Vol. 21:140-141. Oxford University Press, New York.

- Simko, I., S. H. Jansky, S. Stephenson, and D. M. Spooner. 2007. Genetics of resistance to pests and disease. In: R. Vreugdenhil, J. Bradshaw, C. Gebhardt., F. Govers, D. K. L. MacKerron, M. A. Taylor and H. A. Ross. 2007. and (eds.) Potato Biology and Biotechnology: Advances and Perspectives. pp. 117–155, Elsevier, Amsterdam, The Netherlands.

- Spooner, D.M., D. Fajardo, and G.J. Bryan. 2007. Species limits of Solanum berthaultii Hawkes and S. tarijense Hawkes and the implications for species boundaries in Solanum sect. Petota. Taxon 56: 987-999.

- Spooner, D. M., L. Bohs, J. Giovannoni, R. Olmstead, and S. Daitsuke (Editors). 2007. Solanaceae VI – Genomics meets biodiversity. Acta Hort. 1-564.

- Ames, M., C.A. Salas, and D. M. Spooner. 2007. The discovery and phylogenetic implications of a novel 41 bp plastid DNA deletion in wild potatoes. Plant Syst. Evol. 268: 159-175.

- Ames, M. and D.M. Spooner. 2008. DNA from herbarium specimens settles a controversy about origins of the European potato. Amer. J. Bot. 95: 252-257. (Additional supplemental data)

- Spooner, D.M., F. Rodríguez, Z. Polgár, H.E. Ballard Jr., and S. H. Jansky. 2008. Genomic origins of potato polyploids: GBSSI gene sequencing data. The Plant Genome, a suppl. To Crop Sci. 48(S1) S27–S36.

- Fajardo, D., R. Castillo, C.A. Salas, and D.M. Spooner. 2008. A morphometric study of species boundaries of the wild potato Solanum series Conicibaccata: a replicated field trial in Andean Peru. Syst. Bot. 33(1): pp. 183–192.

- Jiménez, J. P., A. Brenes, C. A. Salas, D. Fajardo, and .D. M. Spooner. 2008. The use and limits of AFLP data in the taxonomy of polyploid wild potato species in Solanum series Conicibaccata. Conserv. Genet. 9:381-387.

- Jansky, S.H., R. Simon, and D.M. Spooner. 2008. A test of taxonomic predictivity: resistance to early blight in wild relatives of cultivated potato. Phytopathology 98: 680-687.

- Peralta, I.E., D.M. Spooner, and S. Knapp. 2008. The taxonomy of tomatoes: a revision of wild tomatoes (Solanum section Lycopersicon) and their outgroup relatives in sections Juglandifolium and Lycopersicoides. Syst. Bot. Monogr. 84: 1-186+3 plates.

- Alvarez, N. M. B., I. E. Peralta, C. A. Salas, and D. M. Spooner. 2008. A morphological study of species boundaries of the wild potato Solanum brevicaule complex: replicated field trials in Peru. Plant Syst. Evol. 274:37–45.

- Pendinen, G., T. Gavrilenko, J. Jiang, and D.M. Spooner. 2008. Allopolyploid speciation of the tetraploid Mexican potato species S. stoloniferum and S. hjertingii revealed by genomic in situ hybridization. Genome 51: 714-720.

- Ames, M., C.A. Salas, and D. M. Spooner. 2008. A morphometric study of species boundaries of the wild potato Solanum series Piurana (Solanaceae) and putatively related species from seven other series in Solanum sect. Petota. Syst. Bot. 33: 566-578.

- Spooner, D.M., D. Fajardo, and A. Salas. 2008. Revision of the Solanum medians complex (Solanum sect. Petota). Syst. Bot. 33: 579-588.

- Spooner, D.M. and J.F. Pruski. In press. Simsia Persoon for Flora Mesoamericana (Flora series published by Missouri Botanical Garden), Natural History Museum, London, and the National Autonomous University, Mexico City.

- Spooner, D.M. In press. Solanum L. section Petota Dumort for Flora Mesoamericana. (Flora series published by Missouri Botanical Garden), Natural History Museum, London, and the National Autonomous University, Mexico City.

- Spooner, D.M., A. Clausen, and I. Peralta. In press. Taxonomic treatment of Solanum section Petota (wild potatoes) in: Catálogo de plantas vasculares del Cono Sur (Argentina, Chile, Paraguay, Uruguay, y sur del Brasil). Monographs in Systematic Botany, Missouri Botanical Garden.

- Jansky, S.H., R. Simon, and D.M. Spooner. In press. A Test of Taxonomic Predictivity: Resistance to the Colorado Potato Beetle in Wild Relatives of Cultivated Potato. J. Econ. Entomol.

- Jansky, S. H., J. Liping, X. Kaiyun, C. Xie, and D. M. Spooner. In press. Potato production and breeding in China. Potato Res.

- Rodríguez, F., and D.M. Spooner. In press. Nitrate reductase phylogeny of potato (Solanum sect. Petota) genomes with emphasis on the origins of the polyploid species. Syst. Bot.

- Spooner, D.M., S.H. Jansky, and R. Simon. In press. Tests of Taxonomic and Biogeographic Predictivity: Resistance to Multiple Disease and Insect Pests in Wild Relatives of Cultivated Potato. Crop Sci.